# Losse veldritten België 2021-2022
Dit is een overzichtspagina van de losse veldritten in België in het seizoen 2021-2022. Deze veldritten behoren niet tot een regelmatigheidscriterium, maar zijn volledig zelfstandig.

## Mannen elite
| Datum      | Wedstrijd                                | Cat. | Eerste                                                        | Tweede                                                        | Derde                                                         |
| ---------- | ---------------------------------------- | ---- | ------------------------------------------------------------- | ------------------------------------------------------------- | ------------------------------------------------------------- |
| 21/10/2021 | Kermiscross, Ardooie                     | C2   | Laurens Sweeck                                                | David van der Poel                                            | Mees Hendrikx                                                 |
| 30/10/2021 | Zilvermeercross, Mol                     | C1   | Afgelast vanwege uitblijven goed tv-contract                  | Afgelast vanwege uitblijven goed tv-contract                  | Afgelast vanwege uitblijven goed tv-contract                  |
| 04/01/2022 | Cyclocross Gullegem, Gullegem            | C2   | Tom Pidcock                                                   | Joran Wyseure                                                 | Quinten Hermans                                               |
| 10/01/2022 | Cyclocross Otegem, Otegem                | C2   | Afgelast vanwege de coronapandemie                            | Afgelast vanwege de coronapandemie                            | Afgelast vanwege de coronapandemie                            |
| 15/01/2022 | Kasteelcross, Zonnebeke                  | C2   | Afgelast vanwege de coronapandemie                            | Afgelast vanwege de coronapandemie                            | Afgelast vanwege de coronapandemie                            |
| 19/02/2022 | Waaslandcross, Sint-Niklaas              | C2   | Toegevoegd aan Ethias Cross als vervanger van de Polderscross | Toegevoegd aan Ethias Cross als vervanger van de Polderscross | Toegevoegd aan Ethias Cross als vervanger van de Polderscross |
| 20/02/2022 | Internationale Sluitingsprijs, Oostmalle | C1   | Laurens Sweeck                                                | Jens Adams                                                    | Thibau Nys                                                    |

## Vrouwen elite
| Datum      | Wedstrijd                                | Cat. | Eerste                                                        | Tweede                                                        | Derde                                                         |
| ---------- | ---------------------------------------- | ---- | ------------------------------------------------------------- | ------------------------------------------------------------- | ------------------------------------------------------------- |
| 21/10/2021 | Kermiscross, Ardooie                     | C2   | Alicia Franck                                                 | Suzanne Verhoeven                                             | Amira Mellor                                                  |
| 30/10/2021 | Zilvermeercross, Mol                     | C1   | Afgelast vanwege uitblijven goed tv-contract                  | Afgelast vanwege uitblijven goed tv-contract                  | Afgelast vanwege uitblijven goed tv-contract                  |
| 04/01/2022 | Cyclocross Gullegem, Gullegem            | C2   | Shirin van Anrooij                                            | Maghalie Rochette                                             | Zoe Bäckstedt                                                 |
| 10/01/2022 | Cyclocross Otegem, Otegem                | C2   | Afgelast vanwege de coronapandemie                            | Afgelast vanwege de coronapandemie                            | Afgelast vanwege de coronapandemie                            |
| 15/01/2022 | Kasteelcross, Zonnebeke                  | C2   | Afgelast vanwege de coronapandemie                            | Afgelast vanwege de coronapandemie                            | Afgelast vanwege de coronapandemie                            |
| 19/02/2022 | Waaslandcross, Sint-Niklaas              | C2   | Toegevoegd aan Ethias Cross als vervanger van de Polderscross | Toegevoegd aan Ethias Cross als vervanger van de Polderscross | Toegevoegd aan Ethias Cross als vervanger van de Polderscross |
| 20/02/2022 | Internationale Sluitingsprijs, Oostmalle | C1   | Annemarie Worst                                               | Denise Betsema                                                | Lucinda Brand                                                 |

## Tv-rechten
| Datum      | Wedstrijd                                | Cat. | Tv-zender             |
| ---------- | ---------------------------------------- | ---- | --------------------- |
| 21/10/2021 | Kermiscross, Ardooie                     | C2   | –                     |
| 30/10/2021 | Zilvermeercross, Mol                     | C1   | –                     |
| 04/01/2022 | Cyclocross Gullegem, Gullegem            | C2   | Sporza                |
| 10/01/2022 | Cyclocross Otegem, Otegem                | C2   | Telenet (Play Sports) |
| 15/01/2022 | Kasteelcross, Zonnebeke                  | C2   | Sporza                |
| 19/02/2022 | Waaslandcross, Sint-Niklaas              | C2   | Sporza                |
| 20/02/2022 | Internationale Sluitingsprijs, Oostmalle | C1   | Telenet (Play Sports) |

Kampioenschappen:  Wereldkampioenschappen ·
 Europese kampioenschappen ·
 Belgische kampioenschappen ·
 Nederlandse kampioenschappen
Klassementen:  Wereldbeker ·
 Superprestige ·
 X²O Badkamers Trofee ·
 TOI TOI Cup ·
 USCX Series ·
 Coupe de France ·
 National Trophy Series ·
 Copa de España ·
 New England Series
Overig:  Ethias Cross ·  Losse crossen België
Geen UCI-cat.:  Giro d'Italia Ciclocross
1982-1983 · 
1983-1984 · 
1984-1985 · 
1985-1986 · 
1986-1987 · 
1987-1988 · 
1988-1989 · 
1989-1990 · 
1990-1991 · 
1991-1992 · 
1992-1993 · 
1993-1994 · 
1994-1995 · 
1995-1996 · 
1996-1997 · 
1997-1998 · 
1998-1999 · 
1999-2000 ·
2000-2001 · 
2001-2002 · 
2002-2003 · 
2003-2004 · 
2004-2005 · 
2005-2006 · 
2006-2007 · 
2007-2008 · 
2008-2009 · 
2009-2010 · 
2010-2011 · 
2011-2012 · 
2012-2013 · 
2013-2014 · 
2014-2015 · 
2015-2016 · 
2016-2017 · 
2017-2018 · 
2018-2019 ·
2019-2020 ·
2020-2021 ·
2021-2022 ·
2022-2023 ·
2023-2024 ·
2024-2025